# SHIP (アイドルグループ)
SHIP（シップ）は、山形県酒田市の中町商店街の活性化の為に結成された、日本の女性アイドルグループである。地元密着、地元に人を呼ぶという姿勢は多くのローカルアイドルの手本となり、一つのスタイルを形成した。SHIPのファンの総称は「船オタク」。

## メンバー

### SHIP活動休止時のメンバー
| 愛称       | 出身地 | 生年月日（現年齢）     | デビュー時年齢 | 備考                                                                                        |
| ---------- | ------ | ---------------------- | -------------- | ------------------------------------------------------------------------------------------- |
| あいぴょん | 酒田市 | 1988年7月31日（36歳）  | 14歳           | AiR@S.H.I.PにおいてはAi名義。 2008年よりai☆としてソロ活動、モデルとしても2010年から活動中。 |
| れっぴぃ   | 酒田市 | 1990年1月12日（35歳）  | 12歳           | AiR@S.H.I.PにおいてはRena名義。                                                             |
| りり       | 酒田市 | 1988年2月27日（37歳）  | 14歳           | 2007年3月31日に正式脱退発表。                                                               |
| かおりん   | 酒田市 | 1987年12月30日（37歳） | 14歳           | 2007年3月31日に正式脱退発表。                                                               |

### 卒業したメンバー
| 愛称     | 出身地 | 生年月日（現年齢）    | デビュー時年齢 | 備考             |
| -------- | ------ | --------------------- | -------------- | ---------------- |
| ゆりねぇ | 酒田市 | 1983年5月7日（42歳）  | 19歳           | 2002年3月卒業。  |
| みおみお | 酒田市 | 1985年4月15日（40歳） | 17歳           | 2003年3月卒業。  |
| チグ     | 平田町 | 1984年1月7日（41歳）  | 18歳           | 2003年7月卒業。  |
| アッキー | 新庄市 | 1984年9月29日（40歳） | 17歳           | 2003年10月卒業。 |

## 略歴

### SHIP結成以前のS.H.I.P
2001年（平成13年）夏、酒田市商店街連合会、酒田なかまち商店街振興組合連合会青年部、酒田商工会議所青年部、酒田青年会議所などによる実行委員会を運営主体として、かつて県内屈指の人出を誇った酒田市中心市街地の中町商店街（現：もっけだの中町商店街）に活気を取り戻そうと「SAKATA発アイドル育成プロジェクト(S.H.I.P)」がスタートした。プロデューサーは酒田市出身で東京にて音楽教室「ONE VIBES」を開いていたサンミュージックアカデミーのボイストレーナー“CHO-BAY”こと斉藤長行が務めた。
公開オーディションには46人（44組）の応募があり、書類審査で26人がオーディション出場者に選ばれた。同年10月21日に開催された「酒田どんしゃんまつり」にて公開オーディションが行われ、8人のメンバーが選出された。以後レッスンコンサートと称したライブを行い場数を踏みつつ、CHO-BAYによるレッスンが行われ、2002年（平成14年）8月25日に酒田市民会館にてデビューコンサートを開催。また、商店街の空き店舗を利用したブースでレコーディングを行い、自主制作CD「All My Love」をリリース、同年10月20日の「酒田どんしゃんまつり」へのステージ出演をもって当初の目的である育成期間は終了した。

### SHIP
育成期間終了後は、運営母体が酒田中町中和会商店街および地元企業によるボランティア組織、S-Produceに移り、総合プロデューサーは地元の音響照明会社KETYの代表である関浩一が務めることとなった。その後、五味美保の楽曲プロデュースにより2枚のシングルCDをリリース。4人のメンバーの卒業を経て、リリ、かおりん、あいぴょん、れっぴぃの4人で活動をすることとなる。
2003年（平成15年）2月8日に新潟万代シテイにて開催された「にいがた冬・食の陣・当日座」にて初の県外ライブを行い、これを観た東京のアイドルファンが注目。以後、東京をはじめ全国よりSHIPのライブを観るためにファンが酒田に集うようになる。同年4月9日にはWater Moon RecordsよりPopbeanレーベルで全国デビューマキシシングル「少年mind」を発売した。
2004年（平成16年）5月4日には東京・四谷Live inn Magicでの初ライブも成功させ、酒田市在住のまま全国区の人気を得た。東京をはじめ、青森県弘前市のご当地アイドルりんご娘、埼玉県大利根町（現在は加須市）のご当地アイドルpinkish、兵庫県のアイドルミューズ、新潟県新潟市のご当地アイドルNegicco等と共演したほか、2005年（平成17年）3月より愛知県にて開催された愛知万博にてPinkish、ミューズとツアーライブを行った。
2006年（平成18年）3月12日に酒田市総合文化センターにて開催された「ほわいたいんホールライブ」の後、メンバーのリリ、かおりんの2人が進学のため酒田を離れた。「解散していない」ことが公式に発表されたもののメンバー4人が揃っての活動は休止状態に入った。

### AiR@S.H.I.P
2006年7月、公式サイトにて酒田在住のメンバー2人による新ユニットの結成およびユニット名の公募が発表された。同年8月14日、メールによる投票の結果として名称が「AiR」に決定。このユニットがS.H.I.Pの一環であることを明示すべく、正式ユニット名としては「AiR@S.H.I.P」が用いられることとなった。
AiR@S.H.I.Pは数回のプレデビューステージを行ったのち、10月14日のどんしゃん祭りにて正式デビュー。11月3日はデビューマキシシングル「情熱の彼方」をリリースした。
2007年（平成19年）4月30日、中町モールでの「AiR@S.H.I.P FINAL LIVE」をもって、第一期SHIPとしての活動は終了を迎えた。

### S.H.I.P新人オーディション
2006年12月11日、公式サイトにて「酒田在住の小学校4-6年生」を対象とした「新人オーディション」が告知された。しかしながら、予備審査の段階で合格者は無く、それを受けて応募期限の延長などが告知されたものの、応募期限を過ぎた後も何の動きも見られないままとなった。

## SHIPグッズ
地元の各商店によるSHIPのオリジナルグッズがある。SHIPを応援し互いに協力しながら相乗効果を生み出していきたい商店街では「ひと月に一商品」を目標に新商品を開発。数多く生み出されたグッズの中にはSHIPメンバーの画像や「キャラシップ」と呼ばれるメンバーをデフォルメした公式キャラクターイラストが描かれているものもあった。

## ディスコグラフィ

### シングル
| #           | リリース日     | タイトル                           | 形態 | レーベル                 | 規格品番    | 収録曲 | 備考                                                                        |
| SHIP        | SHIP           | SHIP                               | SHIP | SHIP                     | SHIP        | SHIP | SHIP                                                                        |
| ----------- | -------------- | ---------------------------------- | ---- | ------------------------ | ----------- | --- | --------------------------------------------------------------------------- |
| 1           | 2002年8月25日  | All My Love 〜君の夢にとどくまで〜 | CD   | S-Produce                | SHP-2021001 | All My Love 〜君の夢にとどくまで〜                                                                                        | 自主制作盤。                                                                |
| 2           | 2003年4月9日   | 少年mind                           | CD   | Water Moon Records       | WMRM-0016   | 1. 少年mind 2. 僕だけのピンナップガール 3. 少年mind〜KARAOKE〜 4. 僕だけのピンナップガール〜KARAOKE〜                     | 五味美保プロデュース。 JA山形 庄内米全国キャンペーンソング。                |
| 3           | 2003年6月4日   | 笑顔                               | CD   | Water Moon Records       | WMRM-0017   | 1. 笑顔 2. すてきなRadio 3. 笑顔(KARAOKE) 4. すてきなRadio(KARAOKE)                                                       | 五味美保プロデュース。                                                      |
| 4           | 2005年12月15日 | together〜みんなの夢〜             | CD   | Magic Island Records     | MLCN-1023   | 1. Together 〜みんなの夢〜 2. 絵日記を書こう! 3. Together 〜みんなの夢〜 (Instrumental) 4. 絵日記を書こう! (Instrumental) | 牧田和男プロデュース。 ドラマ「スキップ！-商店街が生んだアイドル-」挿入歌。 |
| AiR@S.H.I.P |                |                                    |      |                          |             | |                                                                             |
| 1           | 2006年11月3日  | 情熱の彼方                         | CD   | ROCK STYLE / funny style | RSTY-0009   | 1. 情熱の彼方 2. Dream 3. レディゴーラウンド                                                                              |                                                                             |

## 出演

### テレビ
- YBC21 山形の群像『漕ぎ出せS.H.I.P！商店街アイドルの100日』（2002年2月23日、山形放送）
- NNNドキュメント「商店街の“モー娘。”―『酒田発アイドル育成プロジェクト』の300日―」（2002年3月31日、日本テレビ系列）
山形放送で制作されたドキュメント「漕ぎ出せS.H.I.P！ 商店街アイドルの100日」の全国放映版。
放送直後、公式サイトの掲示板に激励の書き込みが殺到し、パンクする騒ぎになった。
- ゴジダス（2002年4月3日・2003年4月1日、山形テレビ ）
- 24時間テレビ 「愛は地球を救う」25（2002年8月17日、山形放送）
- どよまんスープレックス（2002年8月24日、テレビユー山形）
- YBC21 山形の群像　～君の夢にとどくまで～（2002年9月28日、山形放送）
- ニュースプラス1（2002年10月26日、山形放送）
- 目指せ！全国デビュー　まりや・坂本ちゃんアイドル育成(秘)大作戦!!　〜商店街の夢をのせて〜（2002年10月26日、山形放送ほか）
- HOP☆STEP☆DANCE yamagata（2002年11月30日、山形放送）
- 明るく楽しく元気よく（2003年1月31日、テレビ東京）
- U-CDTV（2003年2月21日、TBS）
- SHIPの庄内おとめ便り（2003年2月24日、NHK山形）
- ジャスト（2003年2月27日、TBS系列）
- インディー上手（2003年5月3日、日本テレビ）
- ヒューマンバラエティ 日曜のマゼラン（2005年2月6日、東日本放送）
- 月刊 元気一番"生"テレビ 内山くんの『この町一番!!』（2005年3月12日、ミヤギテレビ、東北6県+新潟ブロックネット）

### ラジオ
- ハーバーラジオ - HOP SHIP JUMP!!（2002年4月6日 - 、酒田エフエム放送　毎週土曜 15:15 - 15:25　週一回レギュラー）
- ミュージックブランチ（2002年8月23日、山形放送）
- ウィークエンドスクランブル（2002年9月14日、山形放送）
- Boy RADIO FREEDOM（2003年4月9日、エフエム山形）

### CM
- 酒田米菓
- 庄内米拡売キャンペーンラジオCM（2002年、TBSラジオ・HBCラジオ・MBSラジオ・CBCラジオ・RKBラジオ）
- JAバンク山形県（ちょちくちょきんぎょ）テレビ・ラジオCM（2002年）
- スワンスケートリンク（2002年）
- メンズニシムラ（2003年）
- JAバンク山形県「JA貯金サマーキャンペーン2003」CM（2003年）

### 雑誌
- 週刊ポスト
- BOMB（2004年1月号、学研）

### 関連書籍
- 仲川秀樹 『メディア文化の街とアイドル』 学陽書房、2005年。ISBN 4-313-81308-X。- メディア文化の視点からSHIPと地域商店街の取り組みを社会学的に解明
- 仲川秀樹 『もう一つの地域社会論』 学文社、2006年。ISBN 4-7620-1605-5。- 1976年の酒田大火によって消滅した「メディア文化の街」を甦らすべく立ち上げられた再構築プロジェクトの1つとしてSHIPを紹介。

### 関連ドラマ
- スキップ!〜商店街が生んだアイドル〜（2009年9月11日、NHK総合） - 東北ブロックネット
- スキップ!〜商店街が生んだアイドル〜拡大版（2009年12月31日、NHK総合） - 東北ブロックネット
- スキップ!〜商店街が生んだアイドル〜拡大版（2010年2月2日、NHK-BShi） - 全国放送
SHIPをモデルにした、商店街が生んだアイドルSKIP（スキップ）を描くNHK山形放送局テレビ放送開始50周年記念ドラマ。メンバーが8人ではなく3人であるなど、脚色されている[18]。